# Henry Hanke
Pour les articles homonymes, voir Hanke.
Henry Aloysius Hanke, né le 14 juin 1901 à Sydney, et mort en 1989 à Sydney, est un artiste peintre australien.

## Biographie
Henry Aloysius Hanke est né le 14 juin 1901 à Sydney. En 1934 il remporte le prix Archibald pour son autoportrait et en 1936 il reçoit prix Sulman pour La Gitana. Pendant la seconde guerre mondiale, il a servi comme un artiste de guerre officiel dans la section d'histoire militaire. Il est mort en 1989 dans sa ville natale.